# Флешбек (психологија)
Флешбек је психолошки феномен у коме се особа присећа претходних искустава. То је изненадно појављивање ранијег искуства или перцепције у свести појединца. Флешбек може често бити последица поремећаја као што су посттрауматски стресни поремећај (нпр. флешбек ратних сцена код ветерана), сексуалне трауме или злоупотребе психоделичних дрога (нпр. ЛСД-а).